# HK Vojvodina Novi Sad

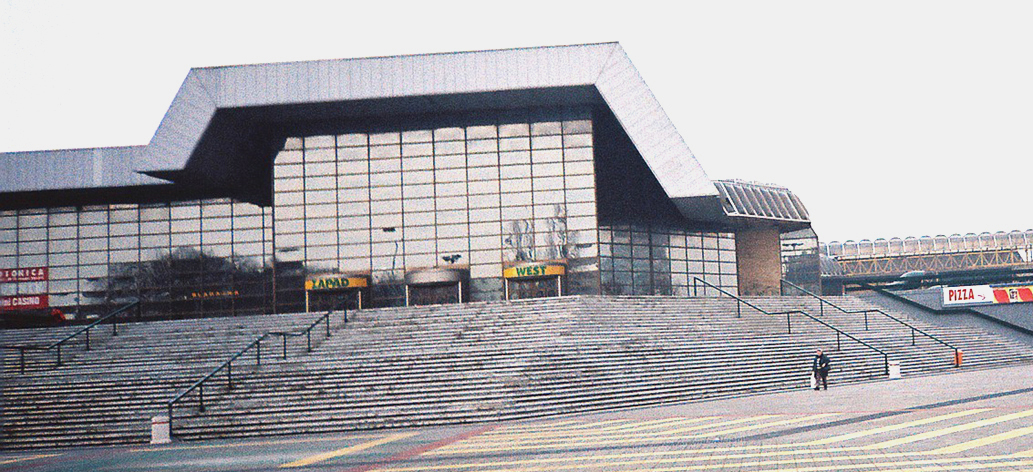
Das SPENS, Heimspielstätte des HK Vojvodina Novi Sad

Der HK Vojvodina Novi Sad ist ein 1957 gegründeter Eishockeyclub aus Novi Sad, Serbien, der zum Sportverein Vojvodina Novi Sad gehört. Die Sektion Eishockey spielt in der supranationalen International Hockey League. In der höchsten Spielklasse Serbiens konnte die Sektion Eishockey zwischen 1998 und 2004 als Meister beenden. Zudem nahm der Verein ab 2007 an der Pannonischen Liga teil, der fünf Teams aus Serbien und zwei aus Kroatien angehörten. Seit 2017 spielt der Klub neben der serbischen Liga auch in der neugegründeten International Hockey Legue, in deren Playoffs er jedoch bisher nicht über das Viertelfinale hinauskam.
Die Heimspiele des Vereins werden in der Ledena dvorana SPENS ausgetragen, die 1.623 Zuschauern Platz bietet.

## Erfolge
- Serbischer Meister 1998–2004
- Meister der Pannonischen Liga 2009